# Nationaal park Picos de Europa
Het Nationaal park Picos de Europa (Spaans: Parque Nacional de los Picos de Europa) is een aangesloten nationaal park in Spanje. Het beslaat het grootste deel van de Picos de Europa in het Cantabrisch gebergte, verspreid over Asturië, Cantabrië en de provincie León. Het park heeft een oppervlakte van 64.660 ha.
Het westelijke, in Asturië liggende deel van het park werd gecreëerd op 22 juli 1918 als het Nationaal park Covadonga (Spaans: Parque Nacional de la Montaña de Covadonga) en had een oppervlakte van 16.925 ha. Het was het eerste nationaal park van Spanje dat werd gecreëerd, in hetzelfde jaar volgde nog het Nationaal park Ordesa y Monte Perdido in de Pyreneeën.
Op 30 mei 1995 werd het bestaande park uitgebreid met het centrale en oostelijke deel van de Picos de Europa en kreeg het de naam Parque Nacional de los Picos de Europa. Op 9 juli 2003 gaf de UNESCO het nationaal park de status van biosfeerreservaat. De beukenbossen van Canal de Asotín en Cuesta Fría maken sinds 2017 deel uit van het Unesco-Werelderfgoed Oude en voorhistorische beukenbossen van de Karpaten en andere regio's van Europa.

## Afbeeldingen

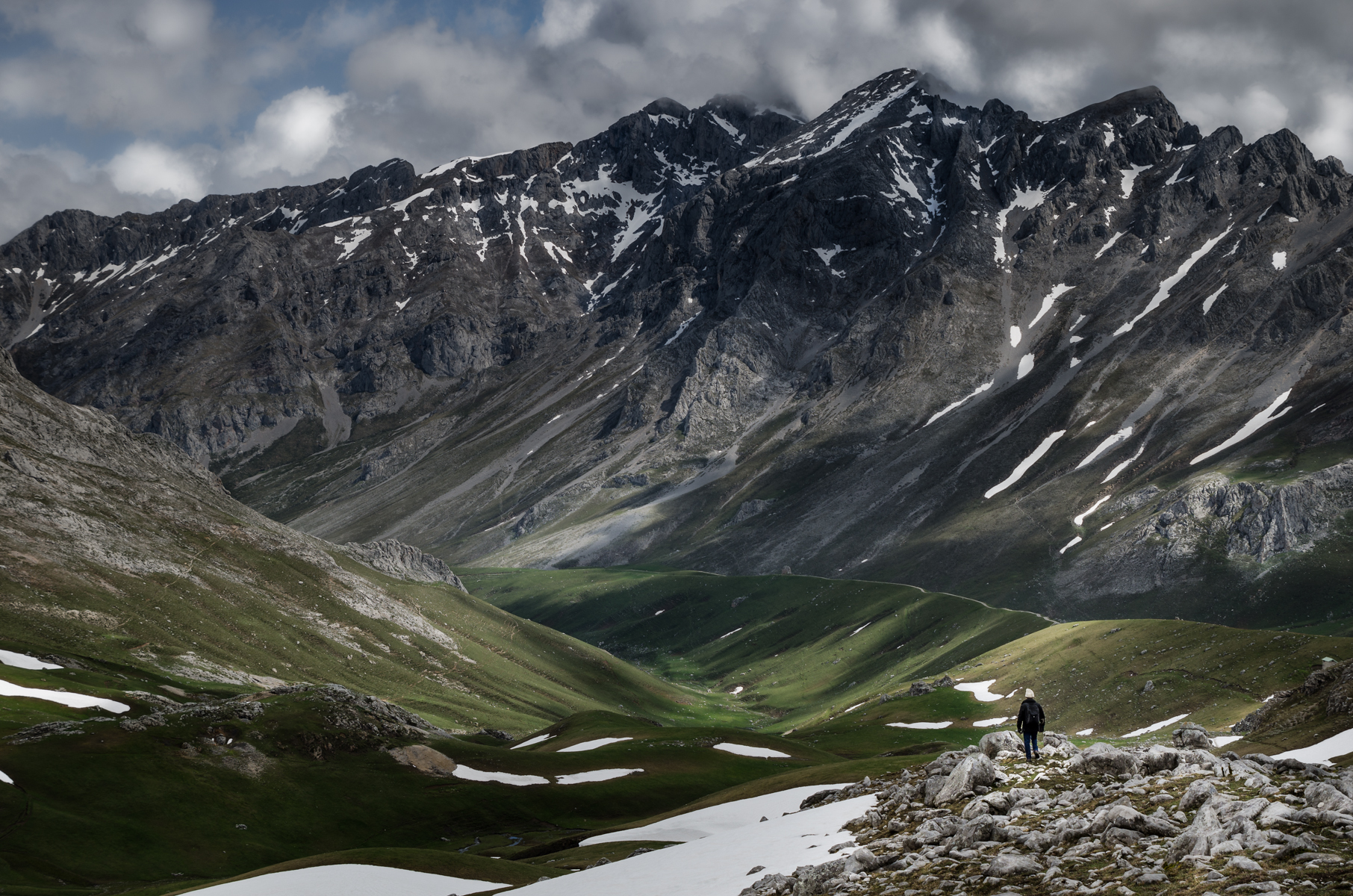
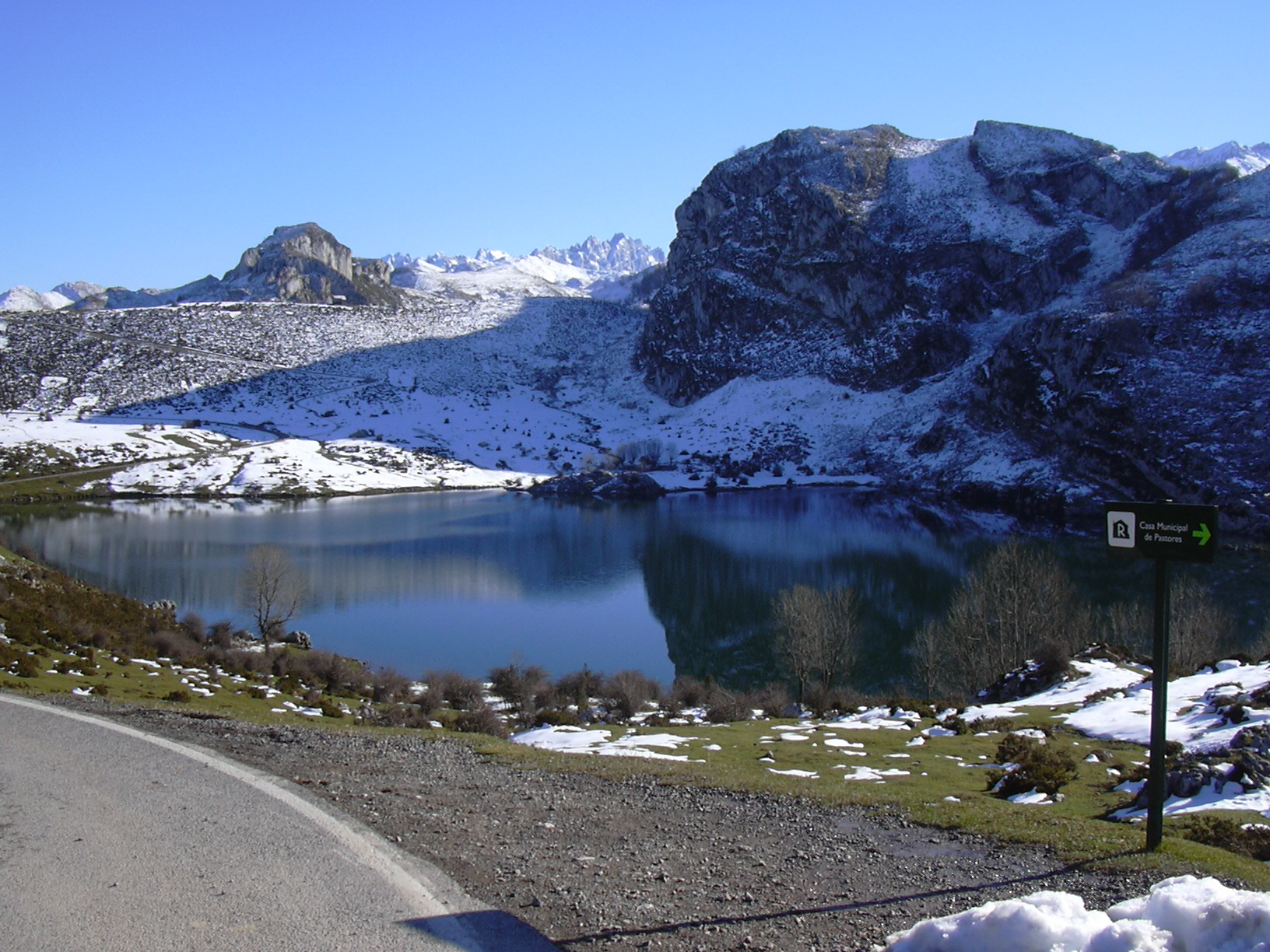
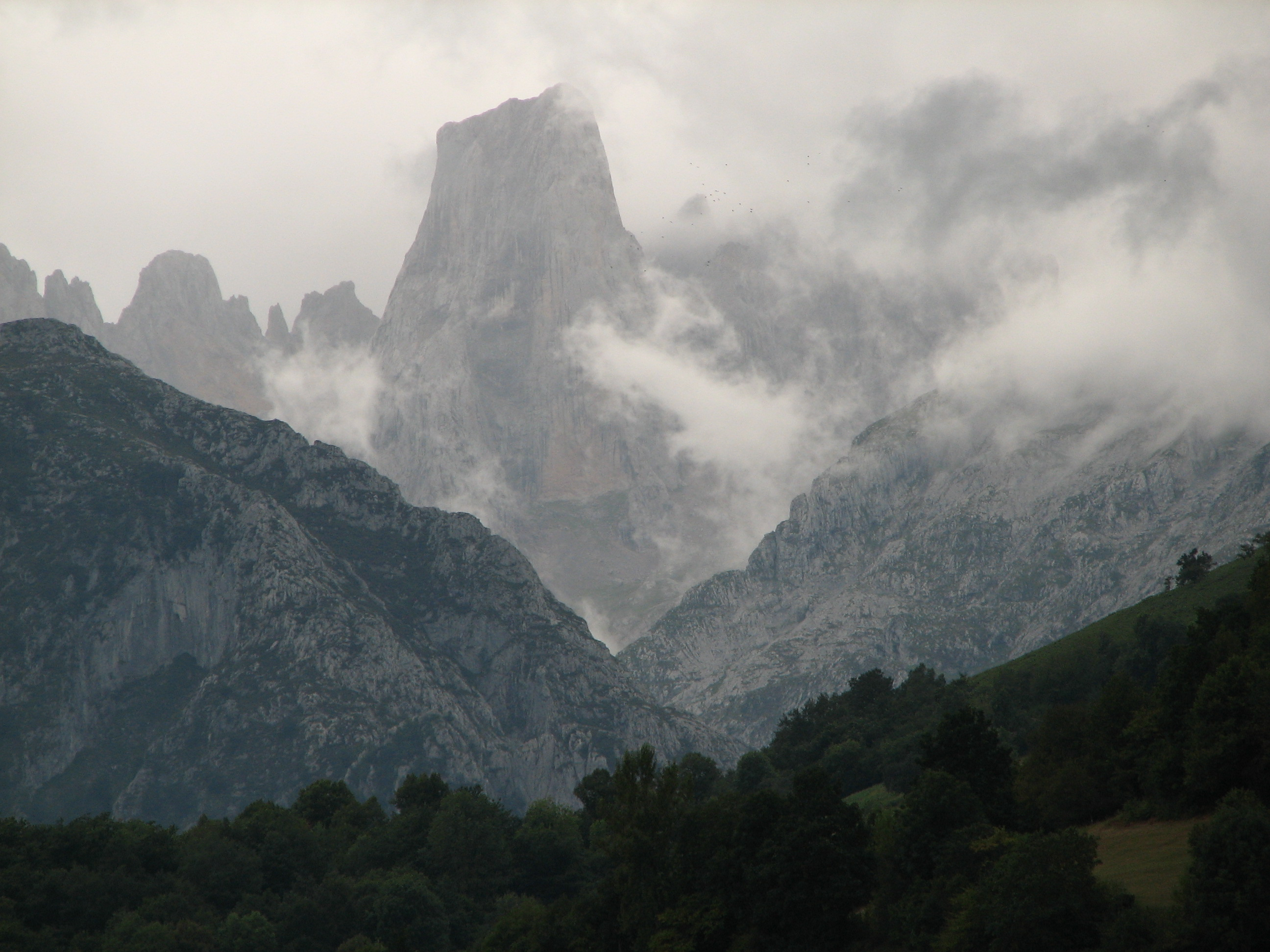
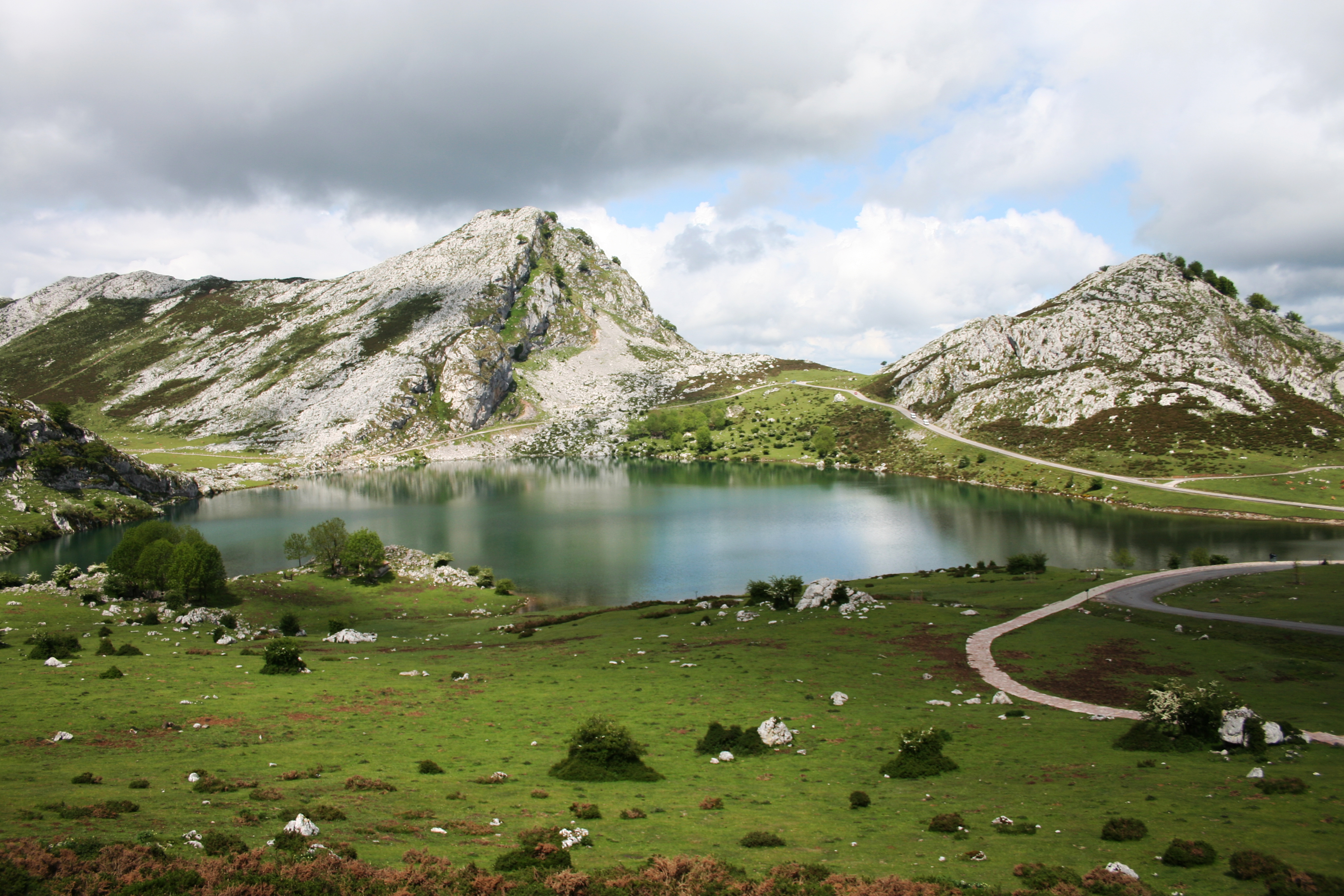
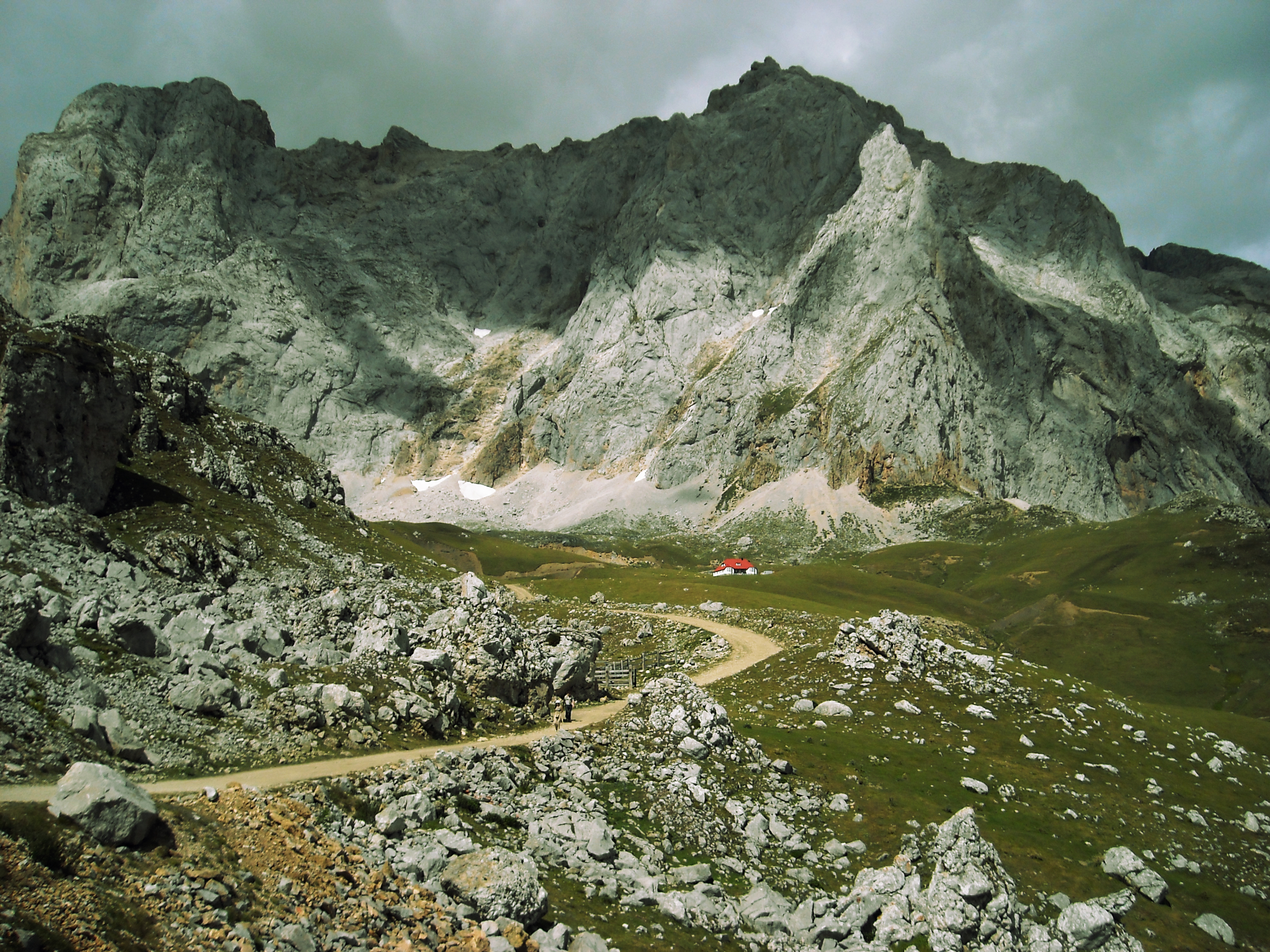
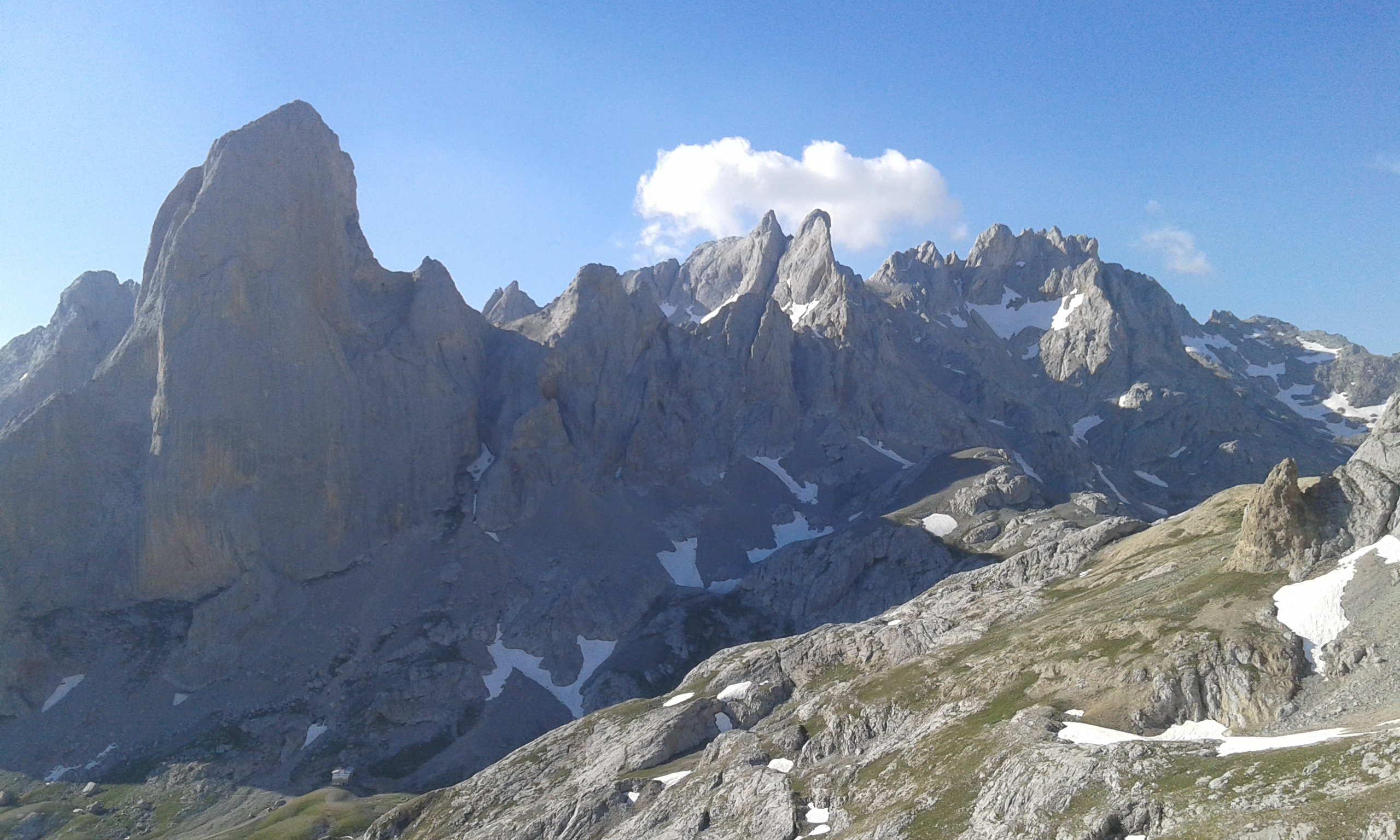
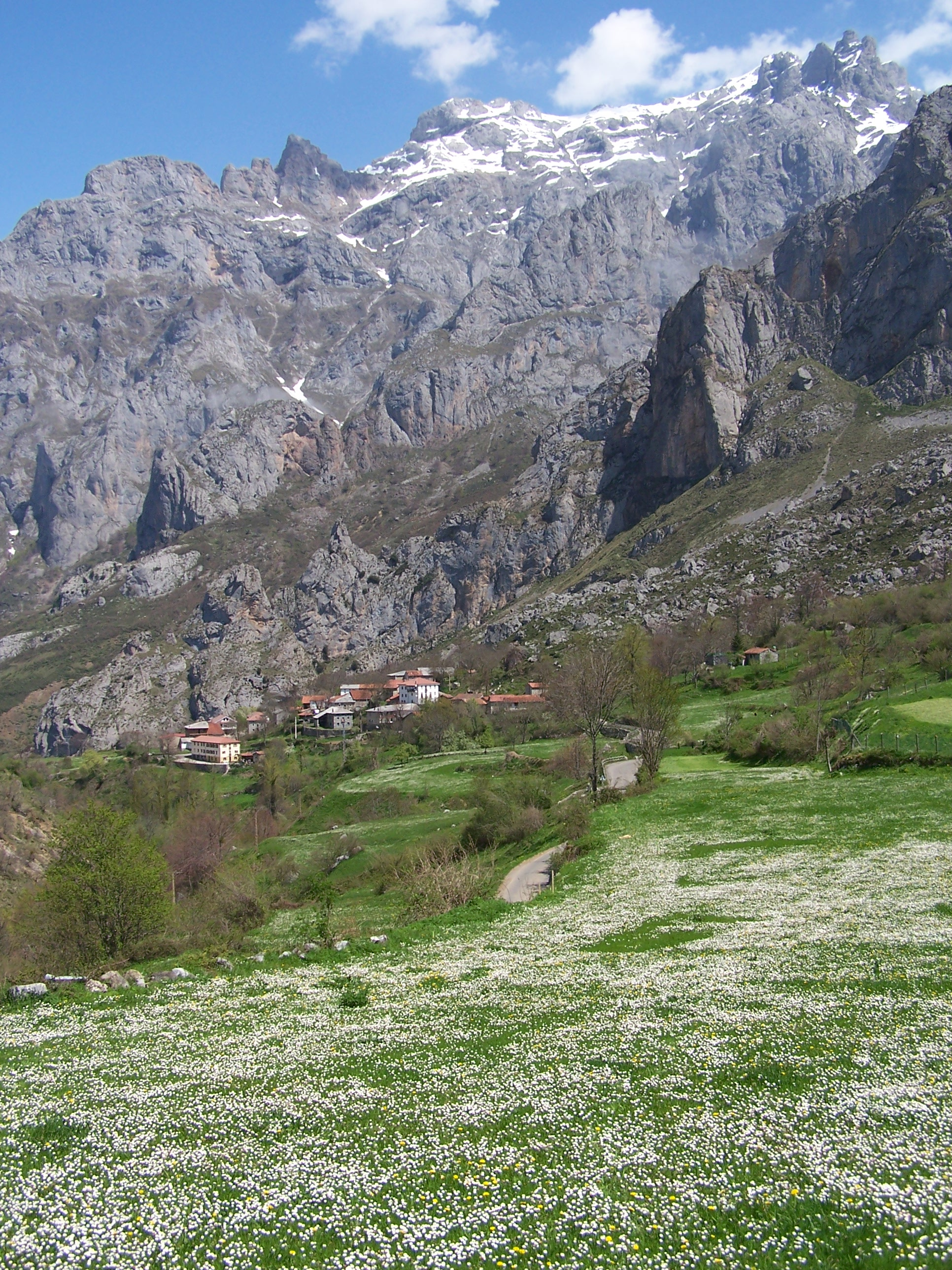
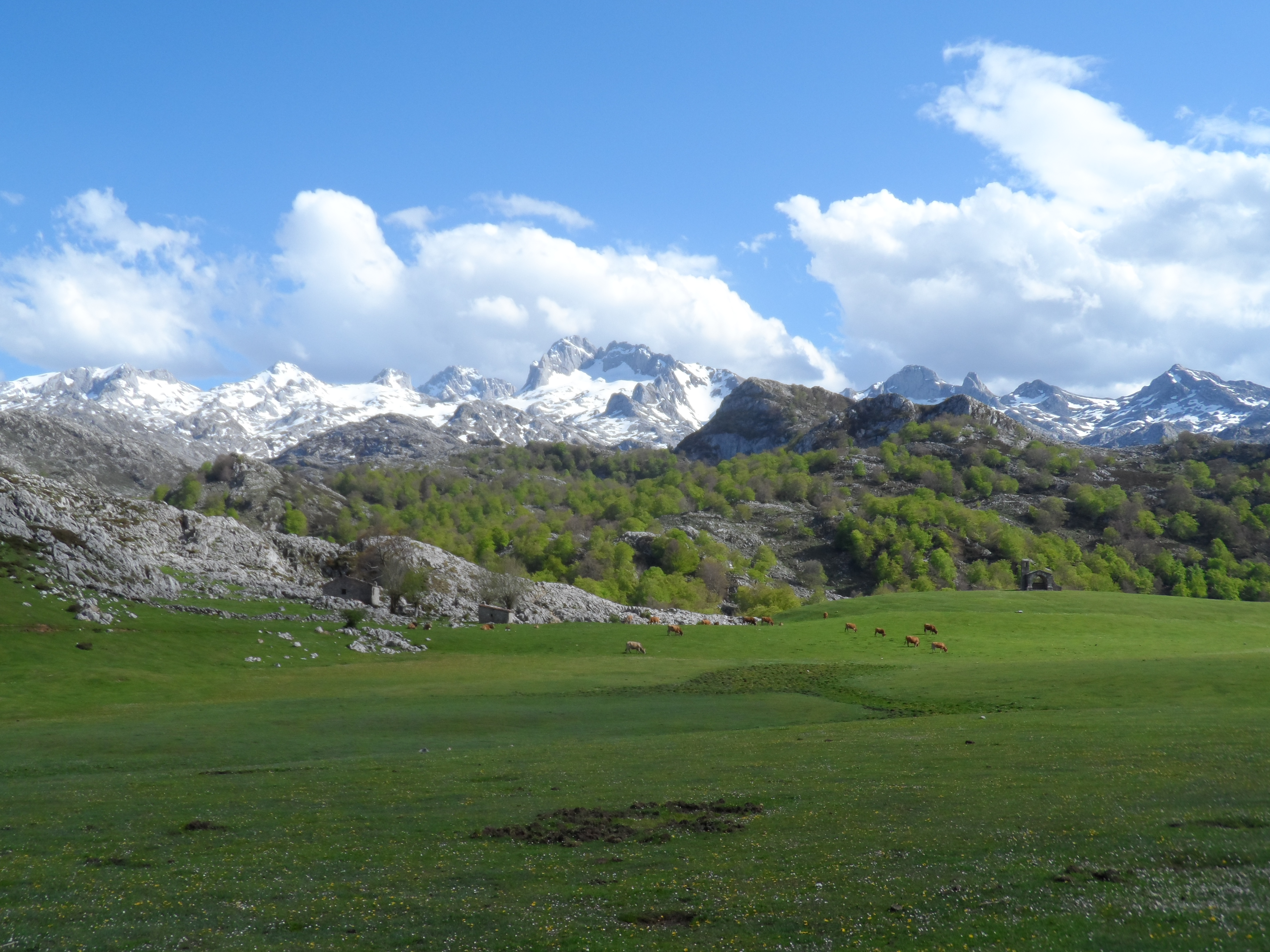
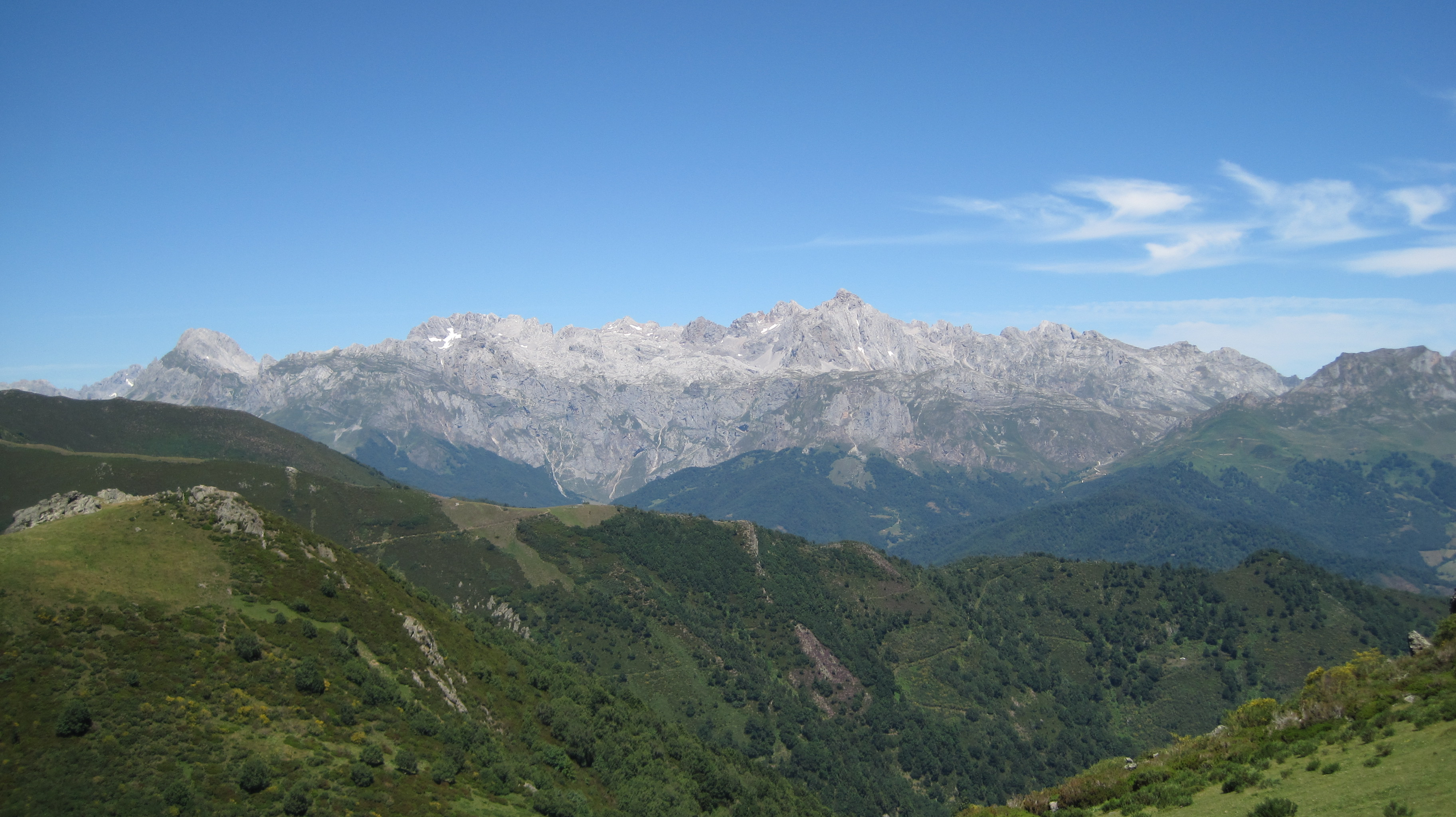